# Long Lake, British Columbia
Long Lake är en sjö i Kanada.   Den ligger i provinsen British Columbia, i den sydvästra delen av landet, 3 600 km väster om huvudstaden Ottawa. Long Lake ligger 117 meter över havet. Arean är 0,38 kvadratkilometer.Den sträcker sig 0,6 kilometer i nord-sydlig riktning, och 1,5 kilometer i öst-västlig riktning.
Runt Long Lake är det i huvudsak tätbebyggt. Runt Long Lake är det tätbefolkat, med 683 invånare per kvadratkilometer.